# Horní Bučice
Horní Bučice (německy Ober Butschitz) jsou vesnice, část obce Vrdy v okrese Kutná Hora. Nachází se asi dva kilometry západně od Vrd. Horní Bučice je také název katastrálního území o rozloze 2,6 km².

## Historie
První písemná zmínka o vesnici pochází z roku 1279.

## Další fotografie

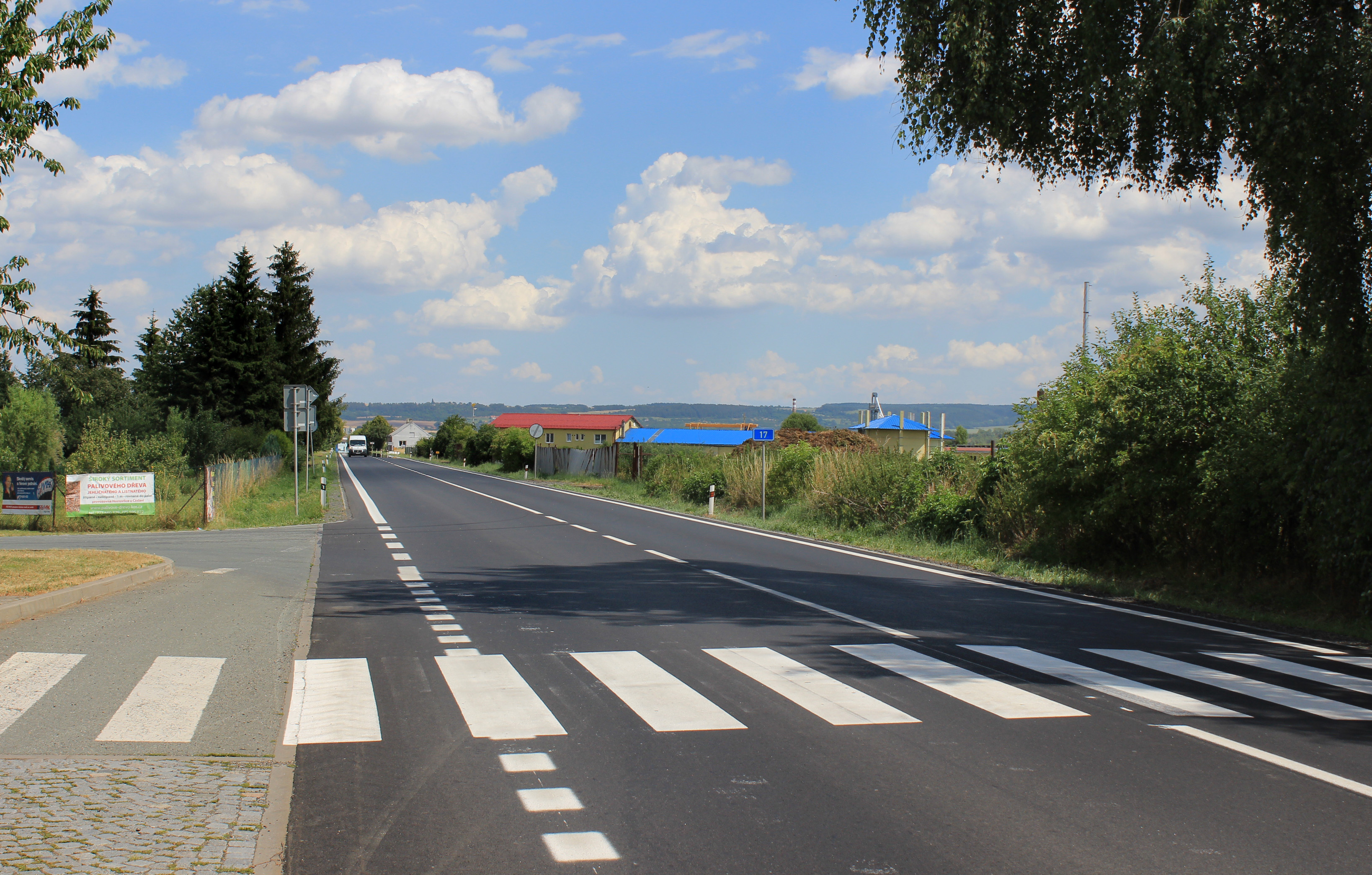
Silnice I/17 na okraji vesnice
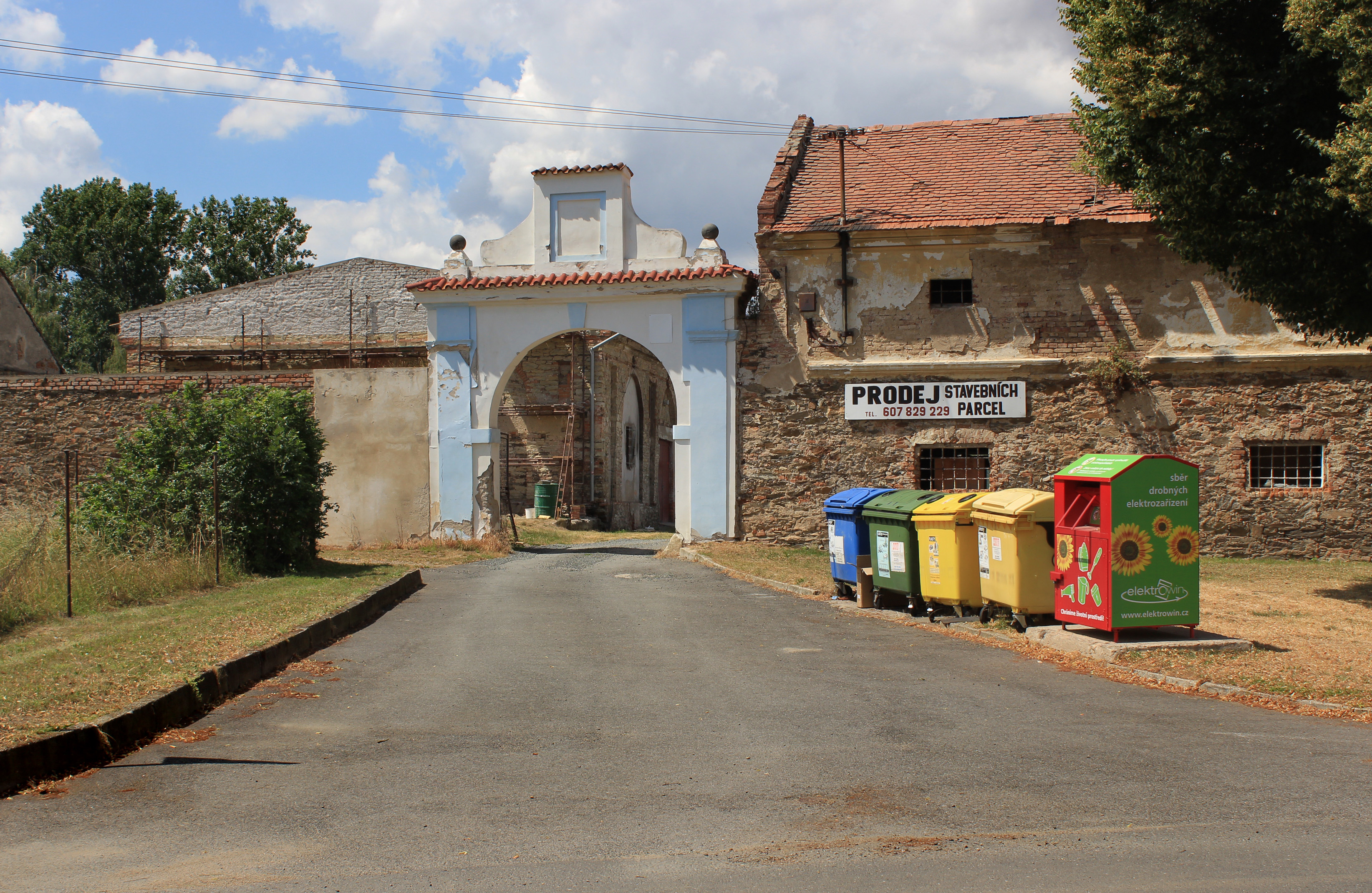
Bývalý statek
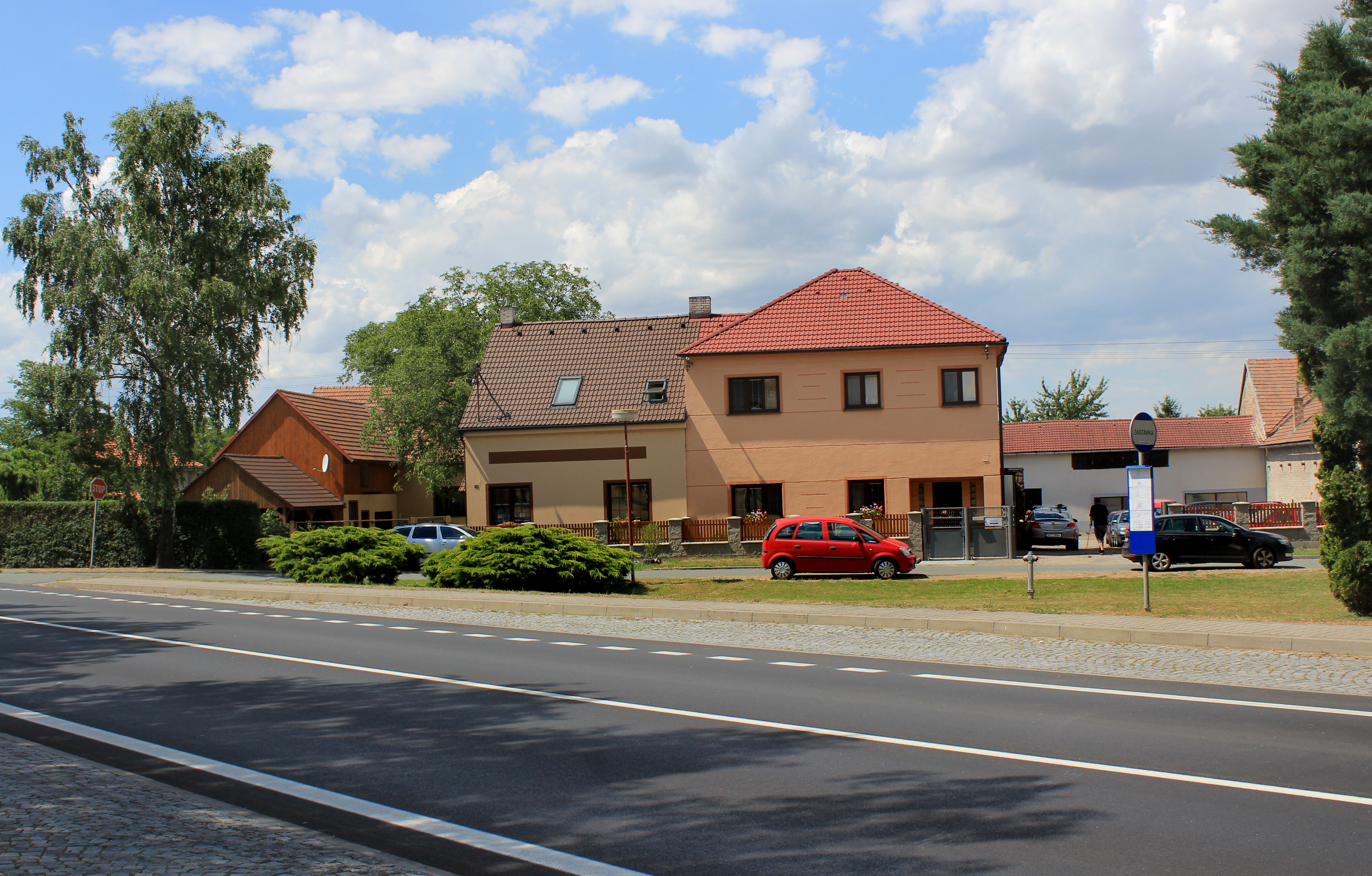
Domky u hlavní silnice
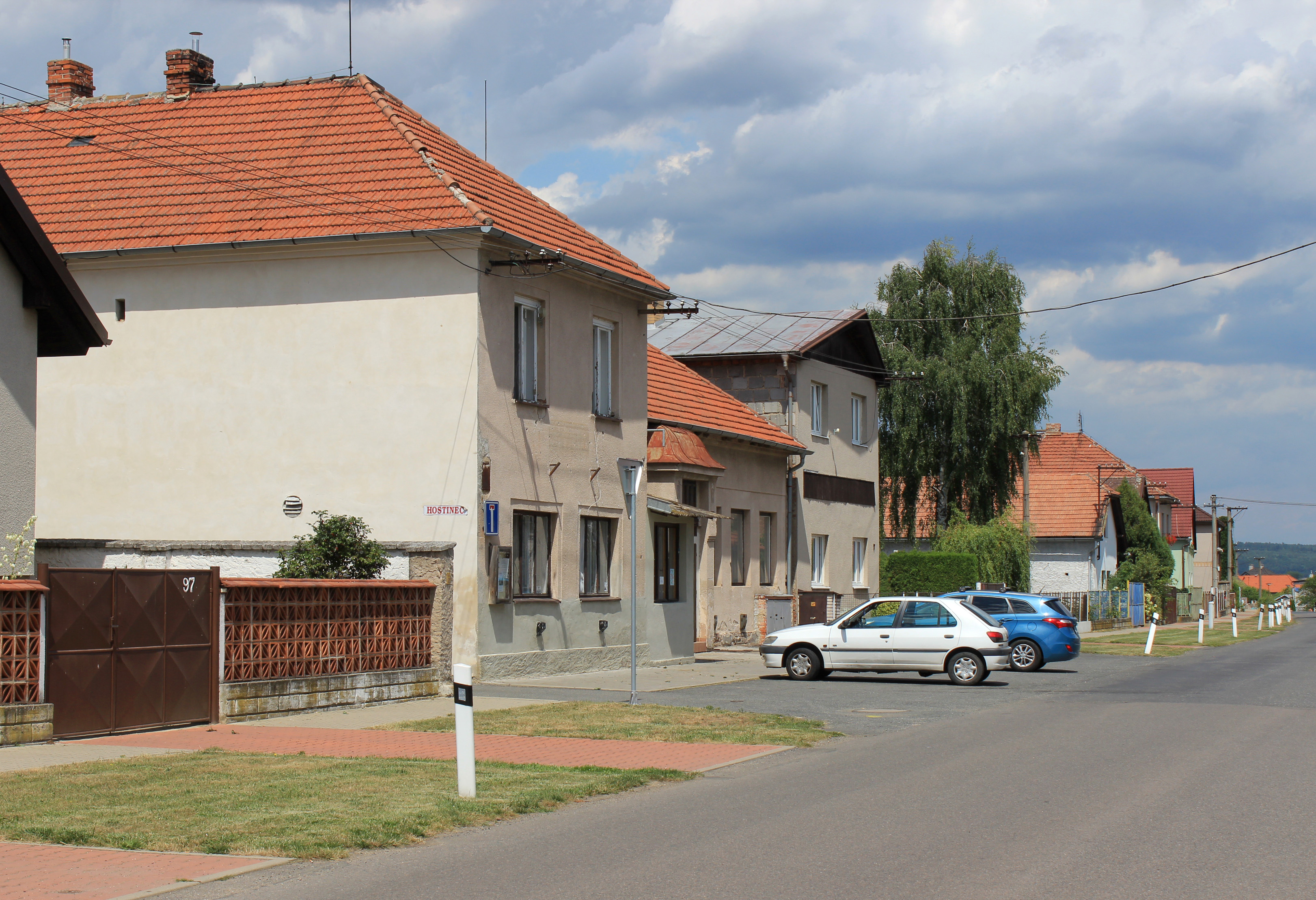
Hostinec